# Negrar
Negrar település Olaszországban, Veneto régióban, Verona megyében. Lakosainak száma 16 573 fő (2023. január 1.). Negrar Grezzana, San Pietro in Cariano, Sant'Anna d'Alfaedo, Verona és Marano di Valpolicella községekkel határos.

## Népesség
A település népességének változása:
| Lakosok száma | 5261 | 6274 | 6673 | 7508 | 8448 | 8346 | 10 773 | 16 184 | 16 935 | 16 573 |
|               | 1871 | 1901 | 1911 | 1931 | 1951 | 1961 | 1981   | 2001   | 2011   | 2023   |